# Подлесное (Липовецкий район)
Подлесное (укр. Підлісне) — посёлок, входит в Липовецкий район Винницкой области Украины.
Население по переписи 2001 года составляло 39 человек. Почтовый индекс — 22532. Телефонный код — 4358. Занимает площадь 0,144 км². Код КОАТУУ — 522287005.

## Местный совет
22532, Вінницька обл., Липовецький р-н, с. Щаслива, вул. Будьонного, 21